# Lizenzanalogie
Die Lizenzanalogie ist eine Form des Schadensersatzes, die im Recht des Geistigen Eigentums, insbesondere im Urheberrecht, Anwendung findet. Im Fall der missbräuchlichen oder ungenehmigten Nutzung eines Rechts hat der Rechteinhaber die Wahl, wie er seinen Schadensanspruch berechnen will.
Wählt er die Lizenzanalogie, kann der Schadensersatzanspruch „auch auf der Grundlage des Betrages berechnet werden, den der Verletzer als angemessene Vergütung hätte entrichten müssen, wenn er die Erlaubnis zur Nutzung des verletzten Rechts eingeholt hätte“: § 97 Abs. 2 Satz 3 UrhG. Der Rechteinhaber hat aus § 101a UrhG gegen den Verletzer einen Anspruch auf Auskunft über den Umfang der missbräuchlichen Nutzung, um auf dieser Grundlage die fiktive Lizenzgebühr zu berechnen. Erst dann wird im Rahmen einer Stufenklage die Gebühr geltend gemacht.
Dabei ist laut Bundesgerichtshof „rein objektiv darauf abzustellen, was bei vertraglicher Einräumung ein vernünftiger Lizenzgeber gefordert und ein vernünftiger Lizenznehmer gewährt hätte, wenn beide die im Zeitpunkt der Entscheidung gegebene Sachlage gekannt hätten“. Unzulässig ist es daher, den vertraglich angebotenen Preis heranzuziehen, wenn dieser sich nicht als branchenübliche Vergütung durchgesetzt hat.
Der Lizenzanalogie „liegt die Überlegung zugrunde, daß der Verletzer grundsätzlich nicht anders stehen soll als ein vertraglicher Lizenznehmer, der eine Lizenzgebühr entrichtet hätte. Angesichts der normativen Zielsetzung dieser Schadensberechnungsmethode ist es unerheblich, ob es bei korrektem Verhalten des Verletzers im konkreten Fall tatsächlich zu einer entsprechenden Lizenzerteilung gekommen wäre; entscheidend ist vielmehr allein, daß der Verletzte die Nutzung nicht ohne Gegenleistung gestattet hätte. Zulässig ist die Schadensberechnung auf der Grundlage einer angemessenen Lizenzgebühr überall dort, wo die Überlassung von Ausschließlichkeitsrechten zur Benutzung durch Dritte gegen Entgelt rechtlich möglich und verkehrsüblich ist. Der Sache nach handelt es sich bei dieser Berechnung um einen dem Bereicherungsanspruch nach § 812 Abs. 1 Satz 1 2. Alt., § 818 Abs. 2 BGB entsprechenden Anspruch“.
Die Lizenzanalogie ist auch im Arbeitnehmererfinderrecht ausdrücklich als Form der Vergütung vorgesehen.